# گیاه جاذب حشرات

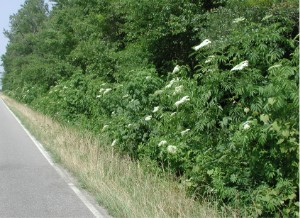
آقطی در شکوفه

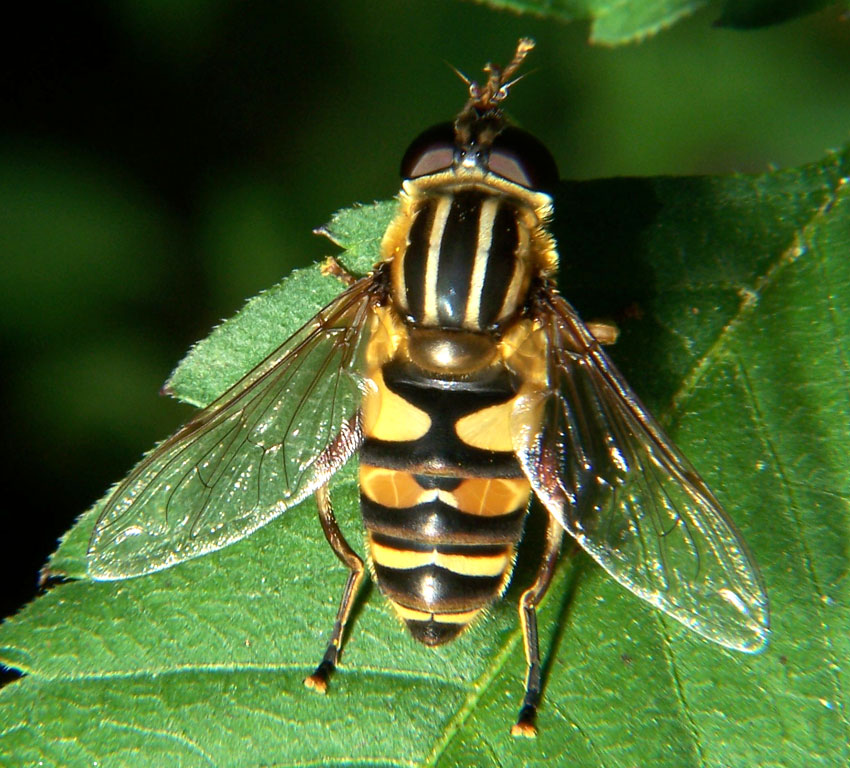
پرواز شناور

گیاه جاذب حشرات ، به گیاهانی گفته می‌شود که حشرات را جذب می‌کنند. به همین دلیل، گیاهان حشره‌دوست مفید به‌طور هدفمند وارد یک اکوسیستم می‌شوند تا منابع گرده و شهد را افزایش دهند، منابعی که برای دشمنان طبیعی آفات مضر یا ناخواسته حیاتی هستند. علاوه بر اینکه این گیاهان باعث کنترل طبیعی و مؤثر آفتمی‌شوند، حشرات مفید جذب‌شده توسط آنها در گرده‌افشانی گیاهان نیز نقش مهمی ایفا می‌کنند. این ترکیب به حفظ تعادل زیستی و سلامت اکوسیستم کمک می‌کند. این گیاهان به‌صورت هدفمند در مناطق کشاورزی و باغ‌ها کاشته می‌شوند تا منابع گرده و شهد را برای حشرات مفید مانند کفشدوزک‌ها، زنبورها، مگس‌های بالک‌دار فراهم کنند. این حشرات نقش مهمی در کنترل طبیعی جمعیت آفات دارند و به کاهش استفاده از سموم شیمیایی کمک می‌کنند.
علاوه بر کنترل آفات، گیاهان حشره‌دوست باعث جذب حشرات گرده‌افشان می‌شوند که نقش کلیدی در افزایش کیفیت و کمیت محصولات کشاورزی دارند. به این ترتیب، حضور این گیاهان به حفظ تنوع زیستی، پایداری اکوسیستم و بهبود سلامت خاک و گیاهان کمک می‌کند. همچنین، تنوع گونه‌های گیاهی در این دسته از گیاهان می‌تواند جمعیت حشرات مفید را در طول زمان حفظ کند، حتی زمانی که این گیاهان برداشت یا از بین بروند. در نهایت، استفاده از گیاهان حشره‌دوست راهکاری پایدار و زیست‌محیطی برای بهبود عملکرد اکوسیستم‌های کشاورزی و حفظ تعادل طبیعی محیط زیست محسوب می‌شود.
گیاهان حشره‌دوست گیاهانی هستند که به جذب و حمایت از حشرات مفید کمک می‌کنند. این حشرات مفید شامل کفشدوزک‌ها، زنبورها، سوسک‌های زمینی ،مگس گلزار و زنبورهای انگلی می‌شوند. علاوه بر این حشرات، حیوانات دیگری مانند شامل مارمولک‌ها، عنکبوت‌ها، وزغ‌ها و مرغ‌های مگس‌خوار هستند. مطالعات نشان داده‌اند که تراکم حشرات مفید در مناطقی که گیاهان حشره‌دوست کاشته شده‌اند تا ده برابر بیشتر است. همچنین میزان مرگ و میر حشرات آفت مانند شپشک‌ها، به دلیل حضور دشمنان طبیعی آنها، می‌تواند در این مناطق دو برابر شود. علاوه بر این، تنوع گیاهان حشره‌خوار می‌تواند جمعیت حشرات مفید را افزایش دهد، به طوری که این سطوح حتی در صورت حذف یا از بین رفتن گیاهان حشره‌خوار نیز می‌توانند حفظ شوند.
برای حداکثر بهره در باغ، گیاهان حشره‌کش را می‌توان در کنار گیاهان باغی مورد نظر که این مزیت را ندارند، پرورش داد. حشراتی که به گیاهان حشره‌کش جذب می‌شوند، به سایر گیاهان باغی مجاور نیز کمک می‌کنند.
بسیاری از اعضای خانواده چتریان گیاهان حشره‌کش بسیار خوبی هستند. رازیانه، آنجلیکا، گشنیز (گشنیز)، شوید و هویج وحشی، همگی به تعداد زیاد گل‌های ریز مورد نیاز زنبورهای انگلی را فراهم می‌کنند. انواع شبدر، بومادران و سداب نیز حشرات انگلی و شکارچی را جذب می‌کنند. گیاهان کم‌رشد مانند آویشن، رزماری یا نعناع، پناهگاهی برای سوسک‌های خاکی و سایر حشرات مفید فراهم می‌کنند. گل‌های مرکب (گل مینا و بابونه) و نعناع (نعناع دشتی، نعناع فلفلی یا علف گربه) زنبورهای شکارچی، مگس‌های گل و مگس‌های دزد را جذب می‌کنند. زنبورها کرم‌ها و لاروها را برای تغذیه جوجه‌های خود شکار می‌کنند، در حالی که مگس‌های شکارچی و انگلی به انواع مختلفی از حشرات، از جمله زنجرک‌ها و کرم‌های برگ‌خوار، حمله می‌کنند.
سایر گیاهان حشره‌دار عبارتند از: گیاهان خردل مانند خردل چینی، گندم سیاه، گل همیشه بهار (جعفری پاکوتاه مینیاتوری)، آقطی ، نعنای کره‌ای، پیچک ، زالزالک.